# 溪洛渡ダム
溪洛渡ダム（けいらくとダム、Xiluodu Dam 、簡体字: 溪洛渡大坝, 拼音: Xīluòdù Dàbà）とは、中華人民共和国の長江上流の金沙江での水力発電プロジェクトにより作られたダムである。
中国政府は、2005年前半に環境影響調査の不足のため工事を休止したと発表した。しかしその後工事は再開され2008年にコンクリート打設を開始し2013年には貯水を開始した。そして2014年には堤体打設を終え2015年には発電所が追って完成した。溪洛渡ダムの発電量は1万3860 MWであり世界3番目を誇っている。